# 3 Colours Red
3 Colours Red war eine Alternative-Rock-Band aus Großbritannien.

## Bandgeschichte
Die Band wurde 1996 in London von Sänger und Bassist Pete Vukovic, den Gitarristen Chris McCormack und Ben Harding sowie Schlagzeuger Keith Baxter gegründet. Sie veröffentlichte die im Underground viel beachtete Single This Is My Hollywood. Dieser Erfolg brachte der Band einen Plattenvertrag bei Creation Records ein. Zwischen Januar und Mai 1997 wurden zwei weitere Singles veröffentlicht, bis das Debütalbum Pure erschien. Es folgten Ende 1998 die EP Paralyse und 1999 das zweite Album Revolt. Im Sommer 1999 löste die Band sich auf und gab ein Abschiedskonzert auf dem Reading and Leeds Festivals.
2002 reformierten Sänger Vukovic, Gitarrist McCormack und Schlagzeuger Baxter die Band. Gründungsmitglied Ben Harding stand nicht mehr zur Verfügung, zweiter Gitarrist wurde Paul Grant. Es erschien die Single Repeat to Fade. Die Band wurde von Mighty Atom Records unter Vertrag genommen. Stilistisch wandte sie sich dem Punkrock zu und veröffentlichte im Sommer 2004 das dritte Studioalbum The Union of Souls. Der kommerzielle Erfolg blieb aus, und die Band löste sich 2005 endgültig auf. Sanctuary Records veröffentlichte 2005 ein Doppel-Album mit bislang unveröffentlichten Liedern aus der erfolgreichen Phase 1996 bis 1999. Ebenfalls 2005 erschien ein Livealbum sowie eine Live-DVD mit Aufnahmen aus dem Jahr 2004.

## Diskografie
Alben
- Pure (1997)
- Revolt (1999)
- The Union of Souls (2004)
- If You Ain’t Got a Weapon… (Best of, 2005)
- Nuclear Holiday (Live, 2005)

EPs
- Paralyse (1998)

Singles
- This Is My Hollywood (1996)
- Nuclear Holiday (1997)
- Sixty Mile Smile (1997)
- Pure (1997)
- Copper Girl (1997)
- This Is My Hollywood (Re-Released) (1997)
- Beautiful Day (1999)
- This Is My Time (1999)
- Repeat To Fade (2003)
- The World Is Yours (2004) (nur als Download)

Videoalben
- Live at the Islington Academy (2005)